# 458063 Gustavomuler
458063 Gustavomuler è un asteroide della fascia principale. Scoperto nel 2009, presenta un'orbita caratterizzata da un semiasse maggiore pari a 3,1052210 UA e da un'eccentricità di 0,2436522, inclinata di 11,01160° rispetto all'eclittica.
Dal 12 gennaio al 13 aprile 2017, quando 471109 Vladobahýl ricevette la denominazione ufficiale, è stato l'asteroide denominato con il più alto numero ordinale. Prima della sua denominazione, il primato era di 450931 Coculescu.
L'asteroide è dedicato all'astronomo amatoriale ispano-argentino Gustavo Muler.